# Sparham
Sparham is een civil parish in het bestuurlijke gebied Breckland, in het Engelse graafschap Norfolk met 341 inwoners.